# NGC 3891
NGC 3891 ist eine Spiralgalaxie vom Hubble-Typ Sbc im Sternbild Großer Bär am Nordsternhimmel. Sie ist schätzungsweise 281 Millionen Lichtjahre von der Milchstraße entfernt.
Das Objekt wurde am 3. Februar 1788 von Wilhelm Herschel entdeckt.